# Bernardo Telesca Filho
Bernardo Telesca Filho, ou simplesmente Telesca (Assunção, 14 de junho de 1920 — 31 de outubro de 2006) foi um futebolista paraguaio que atuava como meio-campista.

## Carreira
Vindo dos amadores do Botafogo, no final de 1941 se profissionalizou pelo Canto do Rio, de Niterói-RJ, onde atuou entre 1943.
Em 1943, se transferiu para o Sport Recife, onde ficou até 1946.
Foi contratado pelo Fluminense em 22 de maio de 1946. Naquele ano, seria campeão carioca. Ficaria no clube até o ano seguinte, participando de 52 jogos e marcando 1 gol.
Em 1948, chegaria ao Santos, onde ficou até 1951.

### Títulos
Fluminense
- Campeonato Carioca: 1946[1][2][6]